# Tyler Brooke
Pour les articles homonymes, voir Brooke.
Tyler Brooke, né Victor Hugo de Biere à New York le 6 juin 1886, et mort à Los Angeles le 2 mars 1943, est un acteur américain du cinéma muet, puis du parlant.

## Biographie
Brooke s'est suicidé à l'âge cinquante-six ans, par empoisonnement au monoxyde de carbone.

## Filmographie partielle
- 1923 : Cœurs givrés (Frozen Hearts) de J. A. Howe et Clarence Hennecke : Rôle non crédité
- 1925 : Laughing Ladies de James W. Horne
- 1926 : Deux maris, des soucis ! (Along Came Auntie) de Fred Guiol et Richard Wallace : Le shérif adjoint
- 1926 : Madame Mystery de Richard Wallace et Stan Laurel :  L'artiste affamé
- 1926 : Wandering Papas de Stan Laurel : Onion, l'ingénieur
- 1927 : Two-Time Mama de Fred Guiol : Mr. Dazzle (le Diable)
- 1927 : Si nos maris s'amusent (Cradle Snatchers) de Howard Hawks
- 1927 : Rich But Honest d'Albert Ray et Horace Hough
- 1927 : The Honorable Mr. Buggs de Fred Jackman : Rôle non crédité
- 1928 : L'Insoumise (Fazil) de Howard Hawks : Jacques Dubreuze
- 1929 : The Bees' Buzz de Mack Sennett
- 1930 : Lilies of the Field d'Alexander Korda : Bert Miller
- 1930 : Monte-Carlo de Ernst Lubitsch : Armand
- 1930 : Madame Satan (Madam Satan) de Cecil B. DeMille : Romeo
- 1930 : La Divorcée (The Divorcee) de Robert Z. Leonard : Hank, le joueur d’ukulélé
- 1931 : The Magnificent Lie de Berthold Viertel
- 1935 : It's in the Air de Charles Reisner
- 1938 : La Huitième Femme de Barbe-Bleue (Bluebeard's Eighth Wife) de Ernst Lubitsch : L'employé de bureau
- 1938 : La Folle Parade (Alexander's Ragtime Band) de Henry King : Assistant
- 1939 : Le Magicien d'Oz (The Wizard of Oz) de Victor Fleming : Rôle non crédité
- 1940 : Les Révoltés du Clermont (Little Old New York) de Henry King : Le chanteur